# مخروط اخگری

نمایی از ساختار درونی یک مخروط اخگری

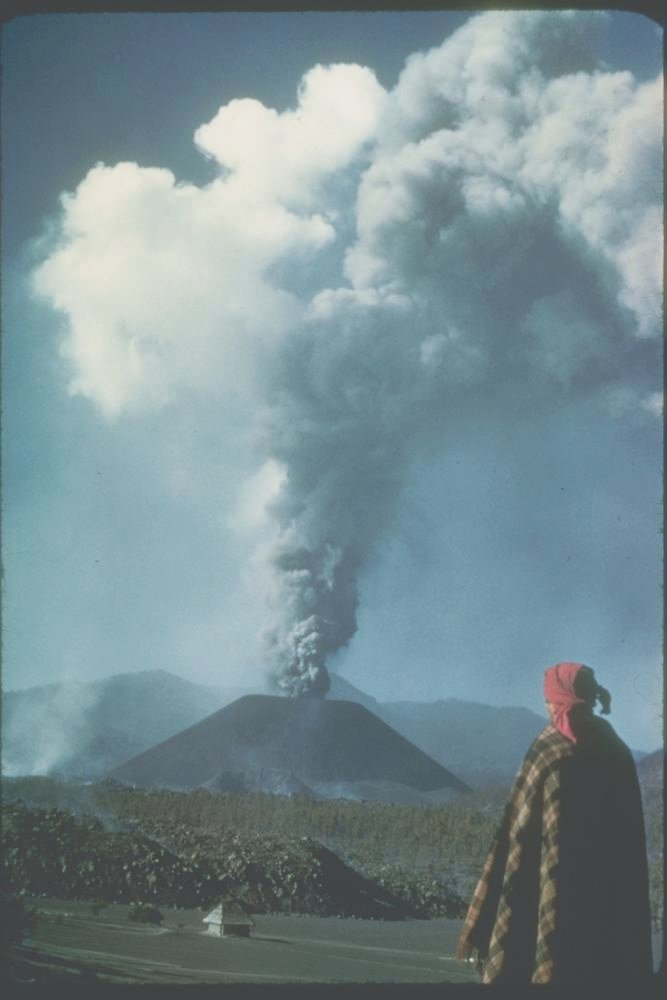
مخروط اخگری پاریکوتین در مکزیک

مخروط اخگری،مخروط خاکستر یا مخروط سیندر، کوه آتشفشانی‌ای به‌نسبت کوچک یا تپه‌ای مخروطی‌شکل است که بر اثر خروج مواد آذرآواری از یک دودکش و روی هم قرار گرفتن آن‌ها و خاکسترهای آتشفشانی ایجاد می‌شود. مواد تشکیل‌دهندهٔ این مخروط‌ها معمولاً ترکیبی بازالتی یا آندزیتی دارند.
مخروط‌های اخگری شیبدار هستند و بزرگی شیب آن‌ها به عواملی همچون اندازهٔ مواد پرتابی، ارتفاع فوران مواد و سرعت باد بستگی دارد اما معمولاً تندی شیب این مخروط‌ها بیش از ۱۰ درجه است. همچنین ارتفاع این مخروط‌ها متغیر بوده و می‌توانند بین چند ده متر تا چند هزار متر ارتفاع داشته باشند.
مخروط‌های اخگری عمدتاُ در دامنهٔ آتشفشان‌های سپری، چینه‌ای و در کاسه‌های آتشفشانی ایجاد می‌شوند چنانچه زمین‌شناسان موفق به شناسایی بیش از ۱۰۰ مخروط اخگر در دامنهٔ آتشفشان سپری مائونا کی در هاوایی شده‌اند.

## نمونه‌ها
آتشفشان پاریکوتین یکی از شناخته‌شده‌ترین مخروط‌های اخگری است که در سال ۱۹۴۳ از دودکشی آتشفشانی واقع در مزرعهٔ ذرتی در مکزیک شروع به شکل‌گرفتن نمود. فوران‌های این دودکش به مدت ۹ سال ادامه داشت و در نتیجهٔ آن مخروطی به ارتفاع ۴۲۴ متر شکل گرفت و جریان گدازهٔ ایجادشده، منطقه‌ای به وسعت ۲۵ کیلومتر مربع را پوشاند. در عین حال فعال‌ترین مخروط اخگری از نظر تاریخی آتشفشان سرو نگرو در نیکاراگوئه است که از زمان شکل‌گیریش در ۱۸۵۰ تا کنون بیش از ۲۰ بار فوران کرده‌است.